# René Bourgeois
 (octobre 2024).
Si vous disposez d'ouvrages ou d'articles de référence ou si vous connaissez des sites web de qualité traitant du thème abordé ici, merci de compléter l'article en donnant les références utiles à sa vérifiabilité et en les liant à la section « Notes et références ».
René Bourgeois, né à Villers-la-Loue (Meix-devant-Virton) en Gaume, le 21 septembre 1910 et mort à Saint-Josse-ten-Noode le 23 juillet 1995, est un professeur, un homme politique belge et un militant wallon.
Professeur à l'Athénée royal d'Etterbeek, de français, de latin et de grec, il adhère à l'Association wallonne du personnel des services publics (AWPSP). Adversaire de l'obligation de bilinguisme des personnes, il se prononce en 1956 en faveur du bilinguisme des services en proportion des affaires traitées. 
En Belgique, l'emploi des langues est en principe facultatif. La Constitution le garantit en son article 30  qui dispose que l'emploi des langues peut seulement être réglé pour les actes de l'autorité publique et pour les affaires judiciaires .
Devenu préfet des études de l'Athénée royal de Koekelberg , il participe, en 1963, au congrès du Comité central d'action wallonne de Namur préconisant des grèves tournantes dans les écoles, et le sabotage des cours de néerlandais.
En 1965, il participe à la création du FDF (Front démocratique des francophones). Il est nommé par le comité permanent du Congrès national wallon pour participer aux travaux du Centre Harmel.
En 1968, il est élu sénateur de l'arrondissement de Bruxelles sur la liste FDF et quitte l'enseignement ; il demeurera élu jusqu'en 1977. Il intervient à maintes reprises sur la question de l'emploi des langues. Comme sénateur, il fait partie (c'était la règle à l'époque) du Parlement de la Communauté française de Belgique où il fait voter des décrets rendant libre le choix de la langue étrangère au degré supérieur des écoles primaires.
Il a plusieurs fois dit que son action s'inspirait de celle de Jules Destrée et de Charles Plisnier. Il a par ailleurs sans cesse réclamé le retour des Fourons à la province de Liège.
En séance du 10 octobre 1995, le Sénat de Belgique enregistre son décès .